# Mound City (Kansas)
Pour les articles homonymes, voir Mound City.
La ville de Mound City est le siège du comté de Linn, situé dans le Kansas, aux États-Unis.